# Astragalus aridus
Astragalus aridus es una  especie de planta herbácea perteneciente a la familia de las leguminosas. Es originaria del Norteamérica
Es una planta herbácea perennifolia originaria de Norteamérica donde se distribuye por Estados Unidos y México.

## Taxonomía
Astragalus aridus fue descrita por  Asa Gray y publicado en Proceedings of the American Academy of Arts and Sciences 6: 223. 1864.
Etimología
Astragalus: nombre genérico derivado del griego clásico άστράγαλος y luego del Latín astrăgălus aplicado ya en la antigüedad, entre otras cosas, a algunas plantas de la familia Fabaceae, debido a la forma cúbica de sus semillas parecidas a un hueso del pie.
aridus: epíteto latíno que significa "árido".
Sinonimia
- Astragalus albatus E.Sheld.
- Phaca arida (A.Gray) Rydb.
- Tragacantha arida (A.Gray) Kuntze	[5]